# Tituly a vyznamenání Gustava V.

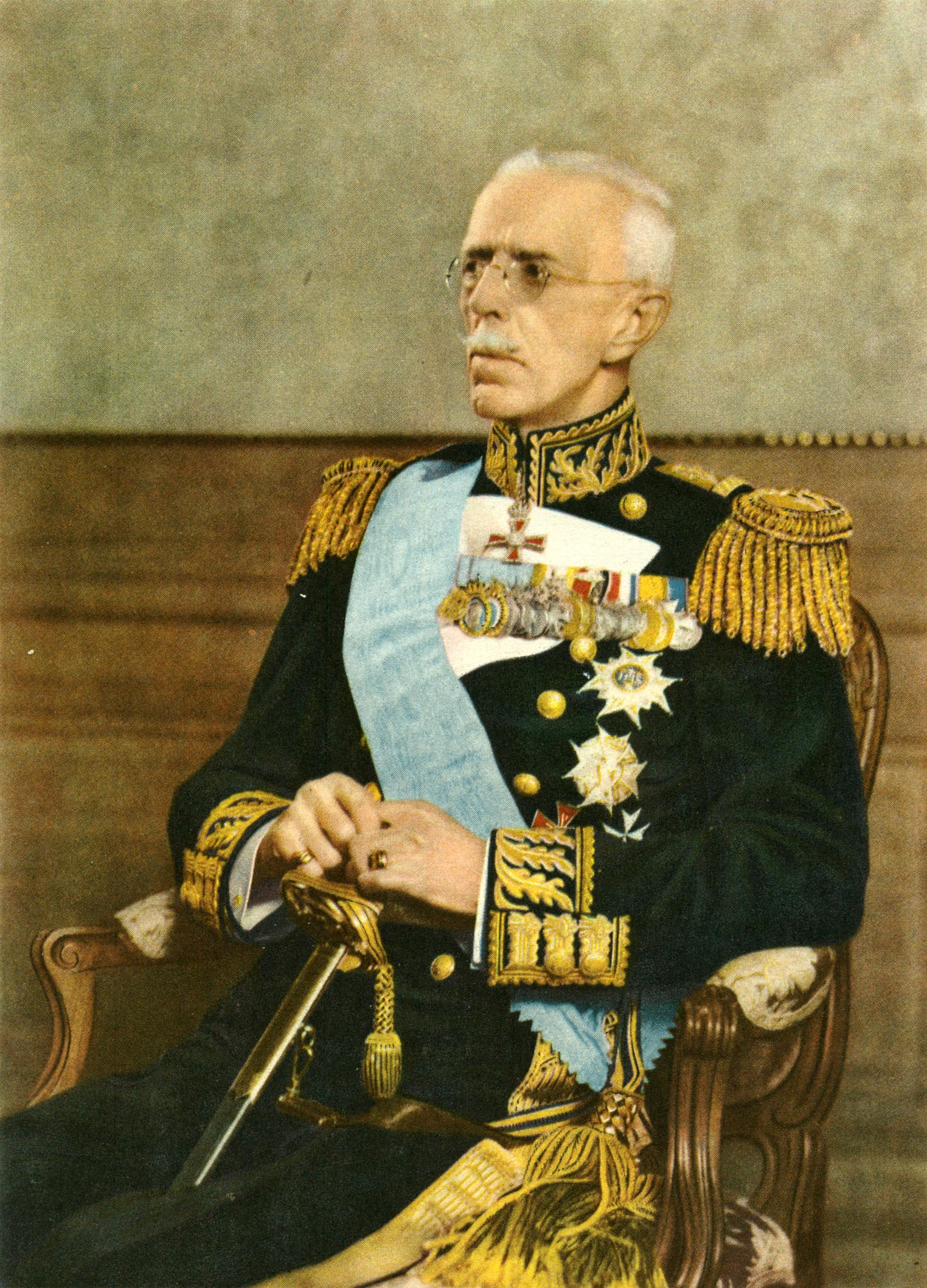
Král Gustav V. ve slavnostní uniformě s řadou vyznamenání, včetně šerpy Řádu Serafínů.

Gustav V. během svého života obdržel řadu titulů a vyznamenání, která získal jak před nástupem na trůn, tak během své vlády.

## Tituly
- 16. června 1858 – 18. září 1872: Jeho královská výsost Princ Gustav švédský a norský, vévoda värmlandský
- 18. září 1872 – 7. června 1905: Jeho královská výsost korunní princ švédský a norský, vévoda värmlandský
- 7. června 1905 – 8. prosince 1907: Jeho královská výsost korunní princ švédský, vévoda värmlandský
- 8. prosince 1907 – 29. října 1950: Jeho výsost král švédský

Erb korunního prince Gustava 1872–1905
Erb korunního prince Gustava 1905–1907
Královský monogram krále Gustava V.

## Zahraniční vojenské hodnosti
- generál à la suite dánské armády – naposled 1925
- admirál à la suite ruského carského námořnictva – 1909
- admirál à la suite britského královského námořnictva – 3. listopadu 1908[1]
- generál à la suite německé císařské armády – 1908
- admirál à la suite německého císařského námořnictva – 1908
- admirál à la suite španělského námořnictva – 1928

## Vyznamenání

### Švédská vyznamenání
- rytíř Řádu Serafínů – od narození, 16. června 1958[2]
- rytíř Řádu Karla XIII. – od narození, 16. června 1958
- komtur velkokříže Řádu meče – od narození, 16. června 1958
- komtur velkokříže Řádu polární hvězdy – od narození, 16. června 1958
- komtur velkokříže Řádu Vasova – 12. července 1886[3]

### Zahraniční vyznamenání

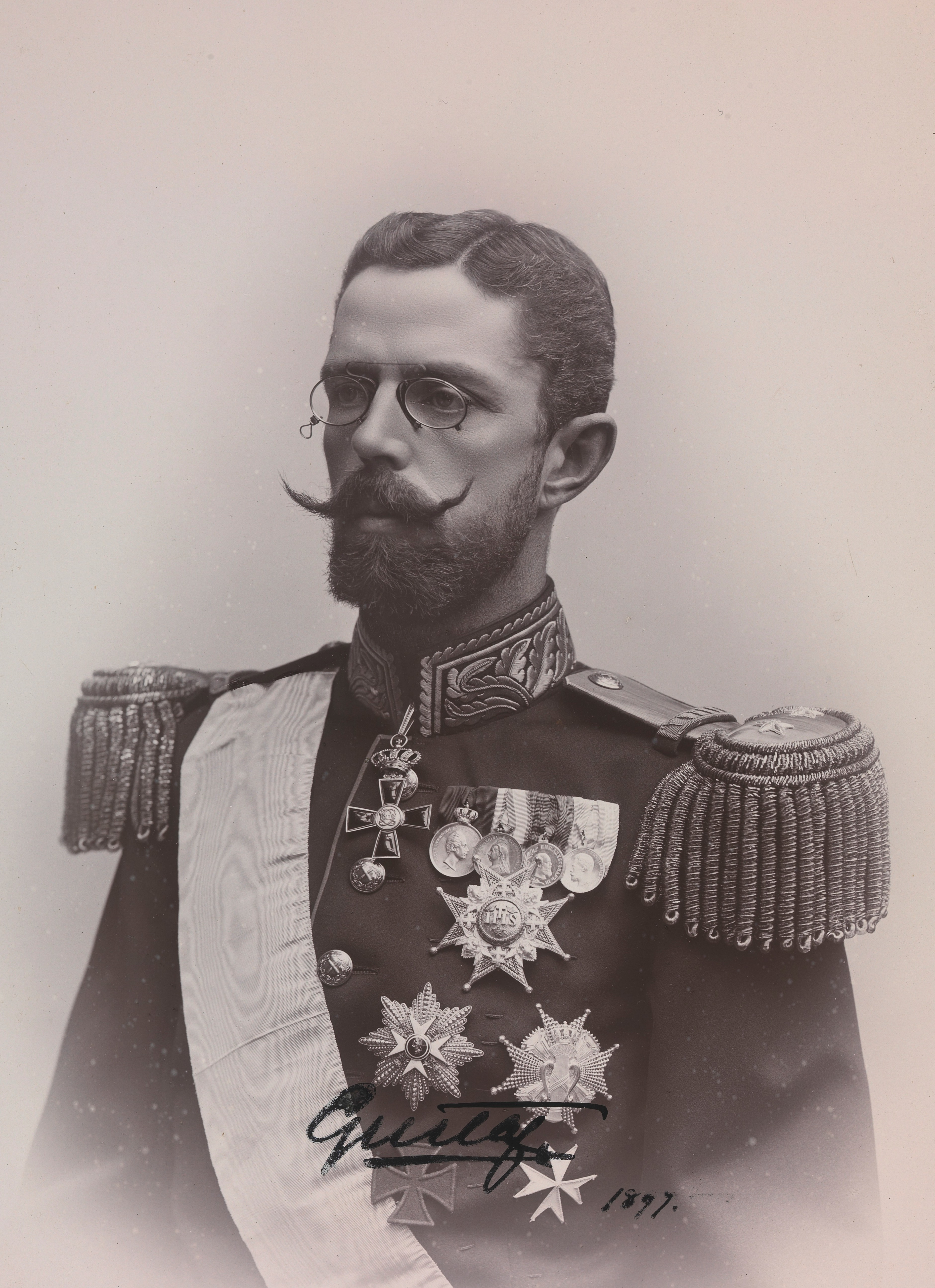
Korunní princ Gustav ve slavnostní uniformě s řadou vyznamenání.

Erb Gustava V. jakožto rytíře Řádu zlatého rouna

Seznam zahraničních vyznamenání, které obdržel Gustav V.:
- Bádenské velkovévodství
  -  rytíř Domácího řádu věrnosti
  -  Řád zähringenského lva
  -  speciální třída Řádu Bertholda I.
- Bavorské království
  -  rytíř Řádu svatého Huberta
- Belgie
  -  velkokříž Řádu Leopolda
- Brazílie
  -  velkokříž Řádu Jižního kříže
- Československo
  -  Řád Bílého lva I. třídy s řetězem, vojenská skupina – 10. prosince 1937[5]
- Čínská republika
  -  velkokříž Řádu příznivých oblaků
- Dánsko
  -  rytíř Řádu slona – 22. června 1874[6][7]
  -  velkokomtur Řádu Dannebrog – 1945
  -  Dannebrogordenens Hæderstegn – 1945
- Egyptské království
  -  řetěz Řádu Muhammada Alího
- Ernestinská vévodství
  -  velkokříž Vévodského sasko-ernestinského domácího řádu
- Estonsko
  -  Kříž svobody III. stupně I. třídy – 24. dubna 1925[8]
  -  Řád orlího kříže I. třídy – 6. června 1930[9]
  -  Řád bílé hvězdy I. třídy s řetězem – 7. června 1938[10]
- Etiopské císařství
  -  rytíř Řádu Šalomounova[11]
- Finsko
  -  velkokříž s řetězem Řádu bílé růže – 1919[12]
- Francie
  -  velkokříž Řádu čestné legie
- Hesenské velkovévodství
  -  velkokříž Řádu Ludvíkova
- Chile
  -  velkokříž s řetězem Řádu za zásluhy
- Irácké království
  -  řetěz Řádu Hášimovců
- Írán dynastie Pahlaví
  -  Řád Pahlaví I. třídy
- Italské království
  -  rytíř Řádu zvěstování – 1879
  -  velkokříž Řádu svatého Mauricia a svatého Lazara – 1879
  -  velkokříž Řádu italské koruny – 1879
- Japonsko
  -  velkokříž s řetězem Řádu chryzantémy
- Jugoslávské království
  -  velkokříž Řádu hvězdy Karadjordjevićů
- Lotyšsko
  -  velkokříž s řetězem Řádu tří hvězd
- Maďarské království
  - velkokříž se svatou korunou Řádu za zásluhy Maďarského království
- Meklenbursko
  -  velkokříž s řetězem Domácího řádu vendické koruny
- Monako
  -  velkokříž Řádu svatého Karla
- Nasavsko
  -  rytíř Nasavského domácího řádu zlatého lva
- Německá říše
  -  rytíř s řetězem Řádu černé orlice[6]
  -  velkokříž Řádu červené orlice
- Nizozemsko
  -  velkokříž Řádu nizozemského lva
- Norsko
  -  velkokříž s řetězem Řádu svatého Olafa – 16. června 1858[13]
  -  rytíř Řádu norského lva – 21. ledna 1904[6][14]
  -  Kříž svobody krále Haakona VII.[15]
- Oldenburské velkovévodství
  -  velkokříž s řetězem Domácího a záslužného řádu vévody Petra Fridricha Ludvíka
- Osmanská říše
  -  Řád cti
  -  Řád Osmanie I. třídy
- Peru
  -  velkokříž s diamanty Řádu peruánského slunce
- Polsko
  -  rytíř Řádu bílé orlice – 1928[16]
- Portugalské království
  -  velkokříž Řádu věže a meče[17]
  -  Stuha dvou řádů
- Pruské království
  -  čestný kříž I. třídy Královského hohenzollernského domácího řádu
- Rakousko-Uhersko
  -  velkokříž Královského uherského řádu svatého Štěpána – 1879
- Rumunské království
  -  velkokříž Řádu rumunské hvězdy
  -  velkokříž Řádu rumunské koruny
  -  rytíř s řetězem Řádu Karla I.
- Ruské impérium
  -  rytíř Řádu svatého Ondřeje[6]
  -  rytíř Řádu svatého Alexandra Něvského
  -  rytíř Řádu bílého orla
  -  rytíř I. třídy Řádu svaté Anny
  -  rytíř I. třídy Řádu svatého Stanislava
- Řecko
  -  velkokříž Řádu SpasiteleErb Gustava V. jakožto rytíře Řádu zlatého rouna
- Saské království
  -  rytíř Řádu routové koruny
- Sasko-výmarsko-eisenašské vévodství
  -  velkokříž Řádu bílého sokola
- Siam
  -  rytíř Řádu Mahá Čakrí – 13. července 1897[18]
- Spojené království
  -  čestný rytíř velkokříže Řádu lázně – 19. února 1901[19]
  -  rytíř Podvazkového řádu – 25. listopadu 1906[6][20]
  -  Královský Viktoriin řetěz – 27. dubna 1908[21]
- Španělsko
  -  1062. rytíř Řádu zlatého rouna – 1881[6][22]
- Venezuela
  -  velkokříž s řetězem Řádu osvoboditele
- Württemberské království
  -  velkokříž Řádu württemberské koruny